# Agrypon clathratum
Agrypon clathratum là một loài tò vò trong họ Ichneumonidae.